# Японские городские легенды
Япо́нские городски́е леге́нды (яп. 都市伝説 Тоси Дэнсэцу, букв. городская легенда) — пласт городских легенд, свойственных сугубо Японии, а также основанных на японской мифологии и культуре. Традиционно японские городские легенды посвящены страшным паранормальным существам, которые из мести или просто злых побуждений вредят живым людям. Обычно в качестве главных героев в японских городских легендах выступают духи онрё, которые также стали широко известны на Западе, благодаря популяризации японских фильмов ужасов. Также можно отметить существенное влияние японского литературного жанра кайдан на стандартный вид японской городской легенды. В то же время, и в самих японских легендах можно заметить явные аналогии с европейскими или американскими легендами, например часто возникающий мотив вопросов, где неправильный ответ может привести к жутким страданиям или даже смерти.

## Особенности
Традиционно японская культура была богата на разнообразные истории о призраках, монстрах и странных созданиях. Наиболее распространёнными персонажами были ёкай, каждый из которых обладал уникальной чертой и целями, связанными с их смертью. С развитием японского общества эти истории постепенно были перенесены в современную Японию и «осовременены». Например, теперь призраки обитают в школьных душевых, у женщин, носящих обычные для японцев марлевые повязки, может быть огромный шрам на лице, а по ночам можно встретить женщину, разрубленную пополам электропоездом.
Так, популярная в Японии городская легенда о Туалетной Ханако является современным вариантом легенд о юрэй. Авторы японской «Энциклопедии монстров», проведя опрос среди японцев, смогли насчитать более сотни рассказов о разнообразных монстрах и призраках, которые якобы живут в различных местах Японии. Общими чертами для них были традиционные для юрэй уродства, вроде скрытого за волосами рта во всё лицо или отсутствия нижней части тела у разрубленной напополам Рэйко Касимы, которая теперь передвигается на локтях и рубит людей косой.

## Эстетические принципы в японских городских легендах
Появление и распространение городской легенды в Японии вызваны не только причинами психологического и социального развития общества, как во многих странах мира, но и культурными предпосылками. Фольклор является результатом деятельности общества, выражением его представлений об окружающем мире. Поэтому именно в городском фольклоре можно отыскать следы эстетических концепций, которые складывались веками внутри японского общества. В большинстве своём, японские эстетические принципы формировались под влиянием двух религий: буддизма и синтоизма. 
Во многом религиозная эстетика дзэн-буддизма выразилась в идее о чистоте кармы, о том, как важно совершать добро, несмотря ни на какие трудности. Например, легенда «Опасный кот по кличке Донгоросу», которая повествует о бродячем коте, с раннего возраста отвергнутого не только людьми, но и своими собратьями-зверьми. В легенде рассказывается о том, что однажды кот встречает доброго старика, который подкармливает его и своим примером показывает, что нужно оставаться добрым в любой жизненной ситуации. Стоит отметить, что для данной городской легенды характерно присутствие недосказанности, которая украшает повествование: после смерти старика Донгоросу продолжает выполнять его работу — следить за детьми, переходящими через дорогу. Но в конце кот бесследно исчезает, а дети беспокоятся, куда же он пропал. Открытый финал указывает на необходимость домыслить самому то, что могло случиться с Донгоросу, что близко такому эстетическому принципу, как югэн. 
Принцип югэн характерен для многих городских легенд Японии. Чаще всего он выражается в незавершённости истории или в опускании, на первый взгляд, ключевых моментов. В легенде про «Мальчика, который грыз кости» остаётся загадкой, что случилось между старшим товарищем и мальчиком, в которого вселился злой дух, заставляющий его ходить на кладбище, раскапывать свежие могилы и обгладывать кости. 
Помимо этого, в японском эстетическом понимании мира важную роль играет и исконно японская религия синтоизм, для которой характерны анимистические представления, отсюда бережное отношение японцев к окружающему миру. Такое эстетическое понимание находит отражение в легенде о «Рыбаках и драконе», в которой большое дерево, под которым решили укрыться рыбаки, оказалось богом леса. Так как рыбаки забыли потушить костер, дерево сгорело; в результате мужчины тяжело заболели и вскоре скончались. Духи в Японии могут вселяться и в любой материальный предмет, например, в истории о «Кукле Окико»: в куклу вселяется дух маленькой умершей девочки, поэтому у куклы начинают расти человеческие волосы. 
Кроме этого, легенда «Рыбаки и дракон» раскрывает и другой эстетический принцип — моно-но аварэ, который выражается в красоте гармонии между природой и человеком. Здесь подчёркивается, как важно не навредить природе, а чтить и уважать окружающий нас мир. Эстетический принцип моно-но аварэ имеет множество толкований: он выражается и в красоте печали, что можно встретить в легенде «Паломничество за свечой». Главный герой – мальчик Дзиро, отправляется вместе с друзьями на праздник «Росоку», во время которого ребята ходят по  домам и просят свечи и сладости. Важно, что при создании образа Дзиро был использован эстетический принцип ваби. Об этом говорят такие черты характера Дзиро, как скромность и застенчивость в сочетании с его внутренней силой. По легенде, Дзиро настолько стесняется, что никто не замечает его присутствия, кроме одной старушки, которая даёт ему и свечу, и сладости взамен на обещание, что в следующем году он преодолеет себя. И действительно, в следующем году Дзиро удаётся победить стеснительность, он отправляется к старушке, которая помогла ему, но узнаёт, что она умерла. Таким образом, в этой истории заложены представления японцев о красоте, выражаемые через сочетание грусти, вызванной быстротечностью жизни, и радости от того, что Дзиро смог сдержать обещание. 
Другим примером может служить история «Дождь во время спортивного соревнования», рассказывающая о гибели мальчика по имени Симпэй, который изо всех сил готовился к предстоящим соревнованиям. Однако во время тренировки случается несчастье: мальчик отвлекается на друзей, спотыкается, падает в колодец и погибает. С тех пор каждый год в день проведения в школе спортивного соревнования идёт дождь. В данной легенде находит отражение принцип моно-но аварэ, который подчёркивает удивительное отношение японцев к смерти, умение видеть красоту в хрупкости человеческого существования.  
Для японских городских легенд характерно присутствие смерти, которое придаёт печальную красоту всему повествованию. Чувства недолговечности, хрупкости, быстротечности становятся источником красоты, поэтому легенды не теряют своей увлекательности и жизненности. Это уникальное эстетическое видение японцами окружающего мира вызывает интерес у представителей других культур. Умения довольствоваться малым, наслаждаться аскетичным существованием, сохранять гармонию между внешним миром и духовным миром человека лежат в основе эстетических принципов, формирующих японскую нацию. 

## Наиболее известные японские городские легенды
Хотя в Японии есть множество городских легенд разного плана, начиная от военного города под Токио и заканчивая откровенными детскими страшилками вроде Бычьей Головы или реальных историй о замурованных при строительстве людей, обычно выделяют несколько самых известных японских городских легенд.

### Суеверия по поводу числа 4
Популярное в Японии, Китае и Корее суеверие о проклятии числа 4. Причина возникновения фобии следующая: произношение китайского иероглифа, обозначающего «четыре»: «сы» (кит. 四), почти такое же, как и слова «смерть» (кит. 死), они различаются только тоном. В корейский и японский языки эти слова с незначительными изменениями в произношении пришли из китайского.

### Туалетная Ханако
Ханако-сан, или Туалетная Ханако (яп. トイレの花子さん Toire no Hanako-san) — призрак девушки, по поверьям живущий в школьном туалете. Ханако — самый известный так называемый «туалетный» призрак, и иногда к её вариациям относят Красный Плащ и Касиму Рэйко. Согласно легенде, Ханако может появиться в третьей кабинке в туалете на третьем этаже. Чтобы узнать, есть ли она там, обычно спрашивают: «Ханако, это ты?» Если послышится утвердительный ответ или, особенно, если он будет сказан противным голосом, то легенда советует как можно быстрее убежать. Тех, кто из любопытства откроет дверь, Ханако может утопить в унитазе.

### Женщина с разорванным ртом
Кутисакэ-онна, или женщина с разорванным ртом (яп. 口裂け女) — популярная детская страшилка, получившая особенную известность в связи с тем, что полиция находила много похожих сообщений в СМИ и своих архивах. Согласно легенде, по улицам Японии ходит необычайно красивая женщина в марлевой повязке. Если ребёнок идёт по улице один в незнакомом месте, то она может подойти к нему и спросить: «Я красивая?!» Если он, как бывает в большинстве случаев, замешкается, то Кутисакэ-онна срывает с лица повязку и демонстрирует огромный шрам, пересекающий лицо от уха до уха, гигантский рот с острыми зубами в нём и язык, подобный змеиному. После чего следует вопрос: «А красива ли я теперь?» Если ребёнок ответит «нет», то она отрубит ножницами ему голову, а если да, то она сделает ему такой же шрам. Обычно считается, что единственный способ спастись в этом случае — дать уклончивый ответ вроде «Ты выглядишь средне» или задать вопрос раньше её.

### Теке-Теке
Теке-Теке, или Касима Рэйко (яп. 鹿島玲子) — призрак женщины по имени Касима Рэйко, которую переехал поезд и разрубил её пополам. С тех пор она бродит по ночам, передвигаясь на локтях, издавая звук «теке-теке». Если она увидит кого-либо, то Теке-Теке будет преследовать его, пока не поймает и не убьёт. Способ убийства заключается в том, что Рэйко разрубает его косой пополам, но иногда превращает своих жертв в такого же монстра, как она сама. Согласно поверью, Теке-Теке охотится на детей, которые играют в сумерках. Можно провести аналогию с американской детской страшилкой под названием Клэк-Клэк, которой родители пугали гуляющих допоздна детей.

### Красный Плащ
Ака Манто, или Красный Плащ (яп. 赤いマント) — ещё один «туалетный призрак», но, в отличие от Ханако, Ака Манто полностью злой дух. Он выглядит как сказочно красивый молодой человек в красном плаще. Согласно легенде, Ака Манто может в любой момент зайти в школьный женский туалет и спросить: «Какой плащ вы предпочитаете, красный или синий?» Если девушка ответит «красный», то он отрубит ей голову и кровь, текущая из раны, создаст видимость красного плаща на её теле. Если она ответит «синий», то Ака Манто задушит её и у трупа будет синее лицо. Если же жертва выберет какой-либо третий цвет или скажет, что оба цвета нравятся или не нравятся, то пол разверзнется под ней и мертвенно-бледные руки унесут её в ад.